# Lissonota sheni
Lissonota sheni är en stekelart som beskrevs av Mao-Ling Sheng 2000. Lissonota sheni ingår i släktet Lissonota och familjen brokparasitsteklar. Inga underarter finns listade i Catalogue of Life.